# Calilena yosemita
Calilena yosemita är en spindelart som beskrevs av Chamberlin och Ivie 1941. Calilena yosemita ingår i släktet Calilena och familjen trattspindlar. Inga underarter finns listade.